# 우투런쿠산

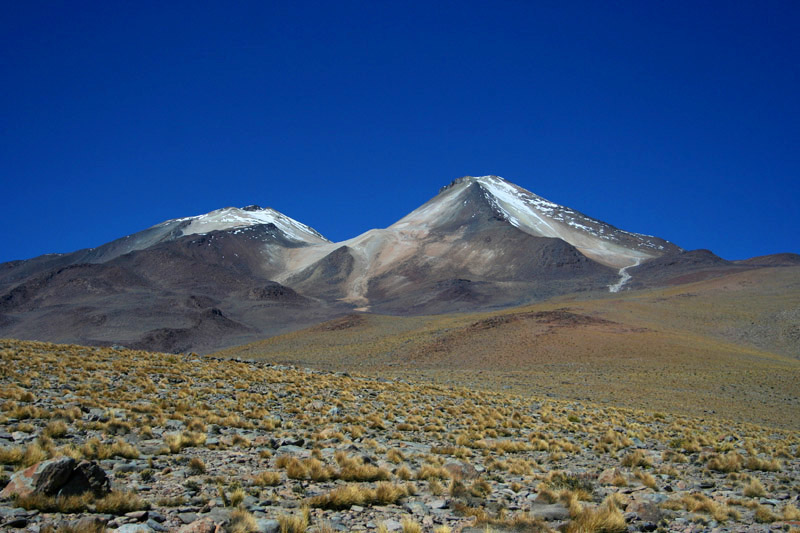

우투런쿠산(Uturuncu)은 볼리비아에 있는 해발 6,008m의 성층 화산으로, 남볼리비아에서 가장 높은 산이다.
이 산은 지금도 활동하며, 증기가 나오는 분출공들은 산을 오르다가 볼 수 있다.